# جاك مكافري
جاك مكافري (بالإنجليزية: Jack McCaffrey)‏ هو لاعب كرة القدم الغالية أيرلندي، ولد في 19 أكتوبر 1993 في دبلن في جمهورية أيرلندا.